# Fichier des titres électroniques sécurisés
Le fichier des titres électroniques sécurisés (ou fichier TES) est une base de données gérée par le ministère de l'Intérieur français qui rassemble les données personnelles et biométriques des Français pour la gestion des cartes nationales d'identité (CNI) et des passeports français.

## Contenu
Le fichier TES contient l'identité, le sexe, la couleur des yeux, la taille, l'adresse du domicile, les données relatives à la filiation (les noms, prénoms, dates et lieux de naissance des parents et leur nationalité), l'image numérique du visage et de la signature, l'éventuelle adresse e-mail et numéro de téléphone et les empreintes digitales de tous les détenteurs d'une CNI ou d'un passeport français. D'autres données sont également conservées, comme les informations relatives au titre en lui-même ainsi que les données relatives au fabricant du titre et aux agents chargés de la délivrance du titre ou encore les documents présentés à l’administration pour obtenir la pièce d’identité : facture EDF, photographie et copie de la pièce d’identité. 
Toutefois, depuis mars 2021, les empreintes digitales récoltées lors d'une demande de CNI peuvent être supprimées du fichier TES quatre-vingt-dix jours après la délivrance du titre, puis stockées sur papier, si le demandeur l'a mentionné au moment de sa démarche pour l'obtention de la carte. 
L'ensemble de ces informations et données à caractère personnel enregistrées sont conservées pendant quinze ans « à compter de la délivrance du titre », ou dix ans s'il s'agit d'un passeport établi pour une personne mineure.

## Histoire
À l'origine, le projet est de regrouper les données d’état-civil et les données biométriques, soit la création d'un fichier national traitant les données à caractère personnel commun aux passeports et aux CNI qui s'inscrit dans le cadre du plan préfecture nouvelle génération.  
Le fichier TES est annoncé par le décret no 2016-1460 du 28 octobre 2016 autorisant la création d'un traitement de données à caractère personnel relatif aux passeports et aux cartes nationales d'identité publié au Journal officiel daté du 30 octobre 2016. 
Le lendemain de la parution au Journal officiel, Marc Rees, journaliste au site Next INpact, s'inquiète de la création de ce fichier. Le journaliste souligne notamment qu'un projet similaire avait été rejeté par le Parlement en 2012 et rappelle les réserves de la Commission nationale de l'informatique et des libertés (CNIL). La CNIL souligne notamment qu'il aurait été possible d'envisager l'introduction d'une puce électronique dans les documents d'identité qui aurait permis de stocker les informations biométriques de manière décentralisée,.
Le 7 novembre 2016, le Conseil national du numérique (CNNum) a appelé le gouvernement à suspendre la mise en place du fichier TES et rappelle le risque de détournement des finalités du fichier ainsi que les risques de piratage.
Axelle Lemaire, alors nommée secrétaire d'État chargée du numérique, a critiqué la manière dont le gouvernement a fait passer ce décret, en déclarant dans L'Opinion : 

« Ce décret a été pris en douce par le ministre de l’Intérieur, un dimanche de la Toussaint, en pensant que ça passerait ni vu ni connu. C’est un dysfonctionnement majeur. »

Le journal Le Nouvel Observateur révèle, le 9 novembre 2016, qu'Amesys est partie prenante dans la création du fichier TES. Le problème est qu'Amesys est une entreprise commercialisant aussi des outils d’espionnage de masse[réf. nécessaire].
Le 14 novembre 2016, l'Observatoire des libertés et du numérique qui regroupe le Syndicat de la magistrature, le Syndicat des avocats de France, la Ligue des droits de l'Homme, La Quadrature du Net, le Centre d'études sur la citoyenneté, l'informatisation et les libertés (CECIL) et le Centre de coordination pour la recherche et l'enseignement en informatique et société (CREIS-Terminal) a publié un communiqué commun pour dénoncer ce projet.
Le CNNum lance une plateforme numérique d'échange dans le but de faire avancer le débat. Il publie sur en décembre son avis[source secondaire souhaitée]. 
Le 30 mars 2017, le fichier TES est déployé sur l'ensemble du territoire.
La publication au Journal officiel du 10 mai 2017 portant sur la Délibération no 2017-058 du 16 mars 2017 mentionne que la CNIL a été saisie au sujet de l'enregistrement des empreintes digitales pour le fichier TES. Il est désormais possible de refuser l'enregistrement des empreintes dans le fichier TES pour la CNI. La prise des empreintes se fait alors sur papier via un formulaire spécifique qui est conservé par le service instructeur. La publication précise qu'il est impossible de s'opposer à l'enregistrement dans le fichier central des empreintes pour le passeport.
Le 18 octobre 2018, le Conseil d'État rejette les recours pour excès de pouvoir dont il avait été saisi contre le décret autorisant le fichier TES.
En mars 2021, pour préparer la mise en place de la nouvelle CNI, le dispositif légal évolue. Les durées de conservation des données sont modifiées. L'opposition à ce que les empreintes digitales soient conservées au format numérique dans le TES peut être manifestée au moment de la demande d'une nouvelle carte. Cette donnée est alors supprimée du traitement (base de données) 90 jours après la délivrance ou le refus du titre, et archivée au format papier pour une durée de quinze ans.